# Aitor Silloniz
Aitor Silloniz Aresti, nacido el 17 de febrero de 1977 en Euba - Amorebieta (Vizcaya, España), es un ex ciclista español, profesional entre los años 1999 y 2005. Su hermano Josu Silloniz también fue ciclista profesional.
Debutó como profesional en 1999 con el equipo Euskaltel-Euskadi, en el que permaneció toda su carrera. A lo largo de su carrera profesional obtuvo 3 triunfos de etapa.

## Palmarés
1999
- 1 etapa del G. P. Mitsubishi

2001
- 1 etapa de la Semana Catalana

2002
- 1 etapa del Tour del Porvenir

## Resultados en Grandes Vueltas y Campeonato del Mundo
| Carrera                      | 1999 | 2000 | 2001 | 2002 | 2003 | 2004  | 2005 |
| ---------------------------- | ---- | ---- | ---- | ---- | ---- | ----- | ---- |
| Giro de Italia               | -    | -    | -    | -    | -    | -     | -    |
| Tour de Francia              | -    | -    | -    | -    | -    | -     | -    |
| Vuelta a España              | -    | -    | -    | -    | -    | 118.º | -    |
| Campeonato del Mundo en ruta | -    | -    | -    | -    | -    | -     | -    |

## Equipos
- Euskaltel-Euskadi (1999-2005)